# Trabiju
Trabiju é um município brasileiro da Região Central do estado de São Paulo. Sua população estimada em 2024, de acordo com o IBGE, era de 1.719 habitantes.

## História
No início do século, a implantação da Estrada de Ferro Douradense, no centro do Estado de São Paulo, atrai trabalhadores de todos os cantos do Brasil e, principalmente, imigrantes estrangeiros em busca de oportunidades.
Com a estrada de ferro, casas são construídas e a atividade comercial passa a se desenvolver em função dos trabalhadores que ali se instalam.
O nome de Trabiju quem a trouxe foi Ciro Marcondes de Rezende, dono da Estrada de Ferro Douradense. Ele precisava encontrar um lugar para fazer um grande pátio de manobras e um centro de armazéns. Escolheu o local, que fazia parte da Fazenda Três Barras, de propriedade de Generoso Braga e Família. Como fez sua fortuna na Fazenda Trabiju, no Vale do Paraíba, que existe até hoje, resolveu colocar o nome de Trabiju para que lhe desse tanta sorte quanto teve em Pindamonhangaba.
Impulsionada pela estrada de ferro a vila prosperava. transformando-se, em 22 de junho de 1934, pelo Decreto nº 6.509, em distrito do Município de Boa Esperança, hoje Boa Esperança do Sul.
Esse período de expansão, entretanto, foi brecado na década de 60, quando os ramais ferroviários foram desativados. O abandono da ferrovia acarretou a estagnação da economia de todos as localidades que se desenvolveram em função dela, inclusive, de Trabiju.
Mas havia uma saída para Trabiju voltar a crescer: a emancipação. Depois do plebiscito vitorioso e da promulgação da lei em 27 de dezembro de 1995, que criou o município de Trabiju, foi realizada a primeira eleição no município.
Com um pouco mais de um ano de administração própria Trabiju já experimentava uma significativa melhoria em sua qualidade de vida: a educação foi municipalizada e a informática já faz parte da rotina dos estudantes; a infraestrutura urbana ganhou impulso e o setor da saúde foi reformulado para melhor atender à população.
Em 17 anos de emancipação o município de Trabiju possui o maior índice de desenvolvimento social do país, segundo o Indicador Social de Desenvolvimento dos Municípios (ISDM), lançado em 4 de dezembro de 2012 pelo Centro de Microeconomia Aplicada da Escola de Economia da Fundação Getúlio Vargas (FGV-SP). O município apresentou ISDM de 6,28 em uma escala de varia de 0 a 10.

## Geografia
Localiza-se a uma latitude 22º02'30" sul e a uma longitude 48º20'08" oeste, estando a uma altitude de 548 metros. Possui uma área de 63,378 km².

### Hidrografia
- Rio Boa Esperança

### Rodovias
- SP-255

## Demografia

### População
| Crescimento populacional                             | Crescimento populacional | Crescimento populacional | Crescimento populacional |
| Ano                                                  | População Total          |                          | %±                       |
| ---------------------------------------------------- | ------------------------ | ------------------------ | ------------------------ |
| 2000                                                 | 1 380                    |                          | —                        |
| 2010                                                 | 1 544                    |                          | 11,9%                    |
| 2022                                                 | 1 682                    |                          | 8,9%                     |
| Est. 2024                                            | 1 719                    | [ 6 ]                    | 2,2%                     |
| Fontes: Censos Demográficos IBGE e Estimativas SEADE |                          |                          |                          |

## Política e administração
Os primeiros representantes do Executivo eleitos em 1996 (mandato de 1997/2000) 
- Prefeito: Sílvio Rojes Filho
- Vice-prefeito: Cláudio Ademir Vareda

Representantes do Executivo eleitos em 2000 (mandato 2001/2004)
- Prefeito: Sílvio Rojes Filho
- Vice-prefeito: Cláudio Ademir Vareda

Representantes do Executivo eleitos em 2004 (mandato 2005/2008)
- Prefeito: Maurílio Tavoni Júnior
- Vice-prefeito: Maria Elvira Dresdi Bortolozzo

Representantes do Executivo eleitos em 2008 (mandato 2009/2012)
- Prefeito: Maurílio Tavoni Júnior
- Vice-prefeito: Cláudio Ademir Vareda

Representantes do Executivo eleitos em 2012 (mandato 2013/2016)
- Prefeito: Fabricio Donizetti Vanzelli
- Vice-prefeito: Marcos Rodrigues Fonseca

Representantes do Executivo eleitos em 2016 (mandato 2017/2020)
- Prefeito: Maurílio Tavoni Junior (renunciou)
- Vice-prefeito: Marcos Antonio Perez (assumiu a Prefeitura em 5 de abril de 2020)

Representantes do Executivo eleitos em 2021 (eleição complementar) (mandato 2021/2024)
- Prefeito: Marcelo Rodrigues Fonseca
- Vice-prefeito: João Francisco Thomazini

Representantes do Executivo eleitos em 2024 (mandato 2025/2028)
- Prefeito: Marcelo Rodrigues Fonseca
- Vice-prefeito: João Francisco Thomazini

## Infraestrutura

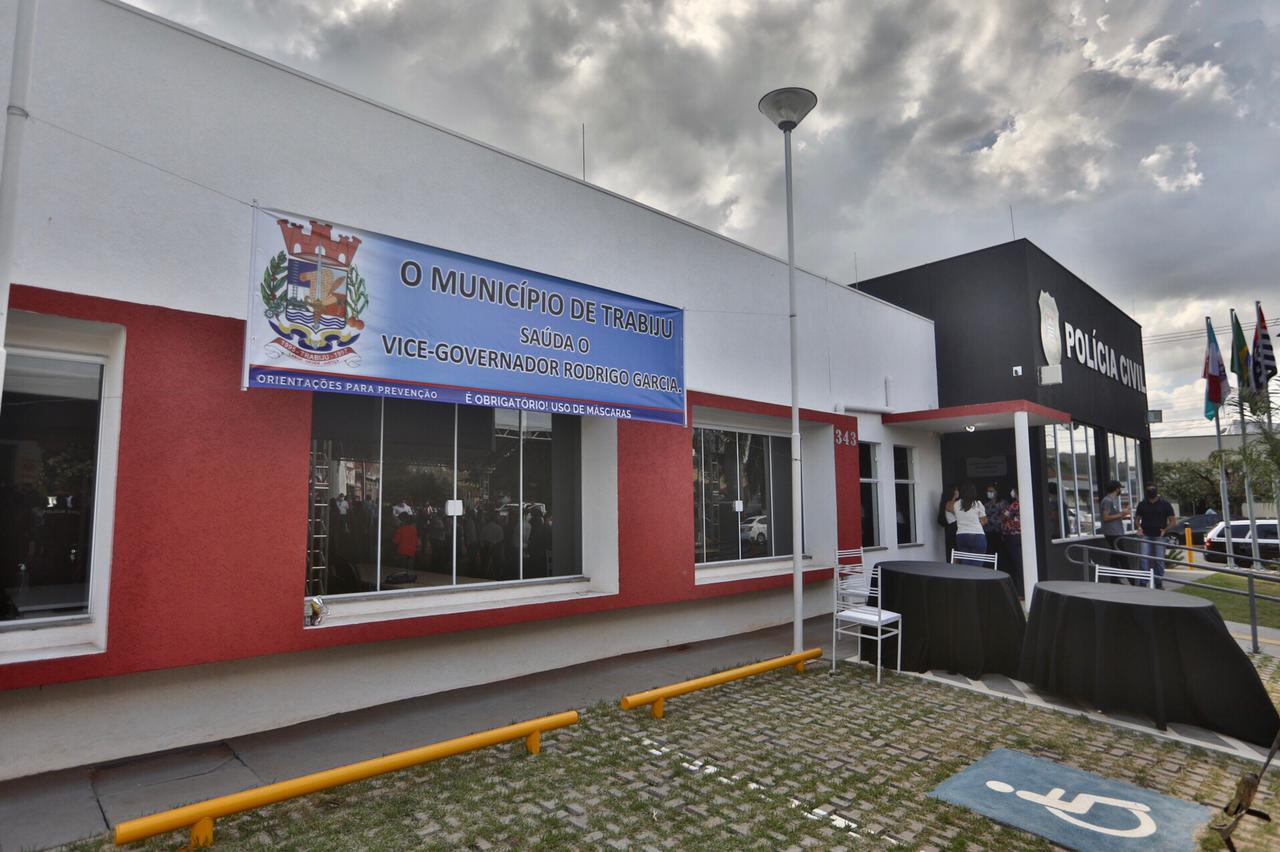

### Comunicações
O sistema de telefones automáticos, assim como o sistema de discagem direta à distância (DDD) com o código de área (0162), foram implantados pela Telecomunicações de São Paulo (TELESP).
Na década de 90 o código DDD da cidade foi alterado para (016), para padronização do sistema telefônico com a telefonia celular que estava sendo implantada em todo o estado.

## Religião
O Cristianismo se faz presente na cidade da seguinte forma:

### Igreja Católica
A Paróquia Sant'Ana e São Benedito pertence à Diocese de São Carlos.

### Igrejas Evangélicas
Entre as igrejas protestantes históricas, pentecostais e neopentecostais, encontram-se na cidade:
- Assembleia de Deus Ministério do Belém.[17][18]
- Congregação Cristã no Brasil.[19]